# Поттер, Талли
Талли Поттер (англ. Tully Potter; род. 1942, Эдинбург) — британский музыкальный критик и музыковед.
В 1948—1966 гг. жил в Южной Африке, где и дебютировал как журналист. Вернувшись в Великобританию, продолжил журналистскую карьеру, выпустил книгу стихов «Эмигрант» (англ. The Emigrant; 1975). Как музыкальный критик печатался во многих изданиях, особенно в журнале The Strad, в 1997—2008 гг. главный редактор журнала Classic Record Collector. Автор сопроводительного текста ко многим альбомам классической музыки.
В 1986 г. опубликовал биографию скрипача Адольфа Буша под названием «Жизнь честного человека» (англ. Adolf Busch: The Life of an Honest Man). Продолжив заниматься этой темой, в 2010 году напечатал новое издание — двухтомник общим объёмом более 1400 страниц (англ. Adolf Busch: The Life of an Honest Musician), в котором научная тщательность сочетается с явной преданностью автора своему герою.
Поттеру также принадлежит обширная коллекция фотографий академических музыкантов, оцифрованная и доступная в Интернете.